# Hadena xanthofusca
Hadena xanthofusca är en fjärilsart som beskrevs av Achille Guenée 1841. Hadena xanthofusca ingår i släktet Hadena och familjen nattflyn. Inga underarter finns listade i Catalogue of Life.